# Чавела Варгас
Чавела Варгас (ісп. Chavela Vargas, справжнє ім'я Ізабель Варгас Лізано, ісп. Isabel Vargas Lizano), 17 квітня 1919 — 5 серпня 2012) — мексиканська співачка, виконавиця пісень у стилі «ранчера» (ісп. canción ranchera).

## Біографія
Народилася в Коста-Риці, у дитинстві хворіла на поліомієліт і практично осліпла, але її вилікували індіанські шамани. У віці 14 років виїхала до Мексики в пошуках можливостей розвитку своєї творчої кар'єри. Протягом багатьох років виступала в барах і на вулицях, у віці 30 років стала професійною співачкою, лідером цілого музичного напряму. Увійшла в історію музики в Мексиці як виконавиця, котра зруйнувала стереотипне уявлення про співачку. Вона виконувала традиційні любовні пісні в стилі ранчера, виходячи на сцену в чоловічому одязі, що вважалося шокуючим в католицькій Мексиці, носила при собі пістолет, а також захоплювалася алкоголем і курінням сигар. Крім того, співачка не приховувала своєї сексуальної орієнтації, що неодноразово ставало приводом для гучних скандалів, хоча публічно визнала себе лесбійкою лише у 2002 році, на 81 році життя.
Чавела Варгас прославилася на весь світ, в 1940-50 виступала в США і Європі, була близько знайома з провідними акторами і музикантами Голлівуду, з деякими з яких перебувала в інтимному зв'язку.
У 1961 записала свій перший альбом. За свій традиційний сценічний образ отримала прізвисько жінка в червоному пончо (La Mujer del Poncho Rojo). В кінці 1960-х майже на два десятиліття зникла зі сцени, жила в Мексиці й пила горілку.
У 1990 повернулася до творчості. Об'їздила з гастролями всю Європу та Америку, тріумфально виступала в найкращих концертних залах планети: Олімпія (Париж, 1995), Карнегі-Холл (Нью-Йорк, 2003), Палац Музики (Барселона, 1993, 1996, 1998, 2000, 2004), Театр Мистецтв (Мехіко-Сіті, 2001) тощо. У 2001 році за свою творчу діяльність удостоєна вищої королівської нагороди Іспанії — Gran Cruz de la Orden de Isabel la Católica. У 2002 році асоціація шаманів Латинської Америки за поданням шаманів племені уїчоль привласнила Чавела Варгас звання почесного шамана.
Всього співачка записала 80 альбомів, останній з яких вийшов у 2010 році. CD, DVD і відео зі студійними й концертними записами співачки видані мільйонними тиражами найбільшими світовими студіями звукозапису (Warner Music, Sony, Orfeon Records, Atlantic, Tropical Music, Wea International, Sum Records Brasil тощо).
Знялася і записала музику для фільмів відомого іспанського режисера Педро Альмодовара. Знялася і виконала дві провідні музичні теми фільму «Фріда» (стрічка отримала дві премії «Оскар»), присвяченого долі мексиканської художниці Фріди Кало, з якою Варгас пов'язували тісні особисті відносини і в будинку якої вона жила аж до смерті Фріди. Знімалася у фільмах «Крик каменю» німецького режисера Вернера Герцога, у фільмі Алехандро Гонсалеса Іньярріту «Вавилон», «La Soldadera» мексиканського режисера Хосе Боланьоса, в мексиканському телевізійному серіалі Premier Orfeon.
Про життя і долю Чавела Варгас знято кілька документальних фільмів.
У 2002 році в Іспанії вийшла книга спогадів Чавели Варгас «Y si quieren saber de mi pasado» («І якщо ви хочете знати про моє минуле», видавництво Aguilar, Мадрид), яка стала бестселером в іспаномовних країнах.
У місті Бургос (стародавня столиця Іспанії, провінція Кастилія і Леон) ім'ям Чавели Варгас названа вулиця.
Померла у віці 93 років 5 серпня 2012 року в лікарні мексиканського міста Куернавака, куди вона була доставлена зі скаргами на проблеми серця і розлади дихання. Лікар повідомив, що вона відмовилася від використання будь-яких систем штучного підтримання життя.

## Дискографія
- Piensa en mí, 1991
- Boleros, 1991
- Sentimiento de México (vol. 1), 1995
- De México y del mundo, 1995
- Le canta a México, 1995
- Volver, volver, 1996
- Dos, 1996
- Grandes Momentos, 1996
- Colección de Oro, 1999
- Con la rondalla del amor de Saltillo, 2000
- Para perder la cabeza, 2000
- Las 15 grandes de Chavela Vargas, 2000
- Grandes éxitos, 2002
- Para toda la vida, 2002
- Discografía básica, 2002
- Antología, 2004
- Somos, 2004
- Macorina, 2004
- En Carnegie Hall, 2004
- La Llorona, 2004
- Colaboró también la banda de sonido de Babel con Tú me acostumbraste, 2006
- Cupaima, 2007
- ¡Por mi culpa!, 2010
- Luna Grande, 2012